# Svatyně Panny Marie z Laus

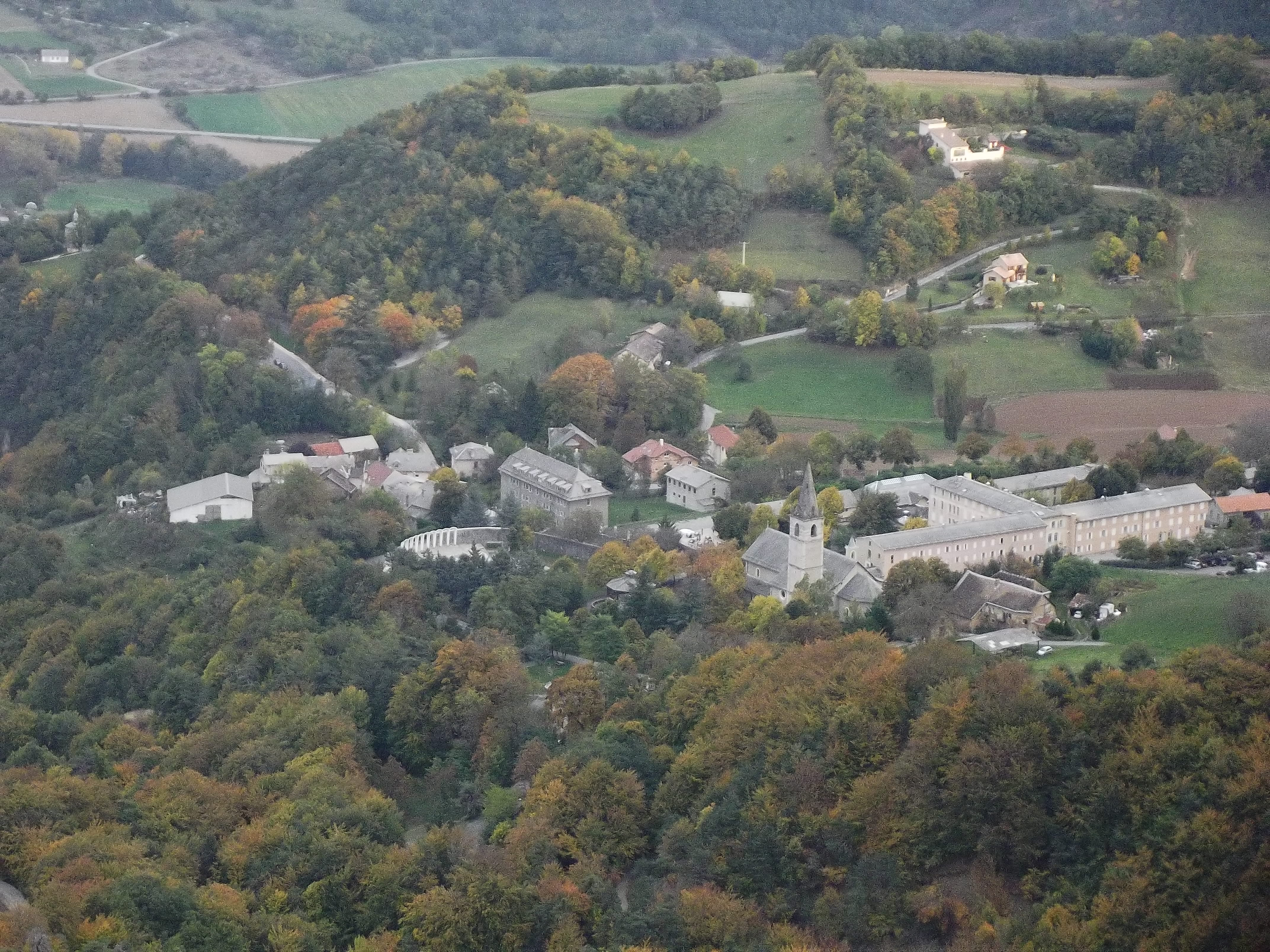
Svatyně Panny Marie s přilehlou vesničkou

Svatyně Panny Marie z Laus (franc. Sanctuaire de Notre-Dame du Laus) tvoří centrum poutního místa u obce Saint-Étienne-le-Laus ve Francii. Stavba poutního místa byla započata v roce 1666 a ukončena roku 1879.

## Historie
Zjevení Panny Marie v Laus je označení pro fenomén z roku 1664. Vizionářce Benediktě Rencurelové (Benoîte Rencurel) se opakovaně zjevovala Panna Maria, která se jí představila jako Útočiště hříšníků s výzvou k modlitbě za  ně. Události byly od počátku sledovány církevními i státními orgány. Církevní schválení událostí v Laus probíhalo postupně, dokončeno bylo v roce 2008 a slavnostně oznámeno gapským biskupem Mons. di Falcem.

## Svatyně v Laus
Místo církevně náleží do gapské diecéze v marseillská církevní provincii. Poutnímu místu dominuje bazilika Panny Marie. V přilehlém areálu (vesničce) se nachází prostory k ubytování a občerstvení.

## Galerie

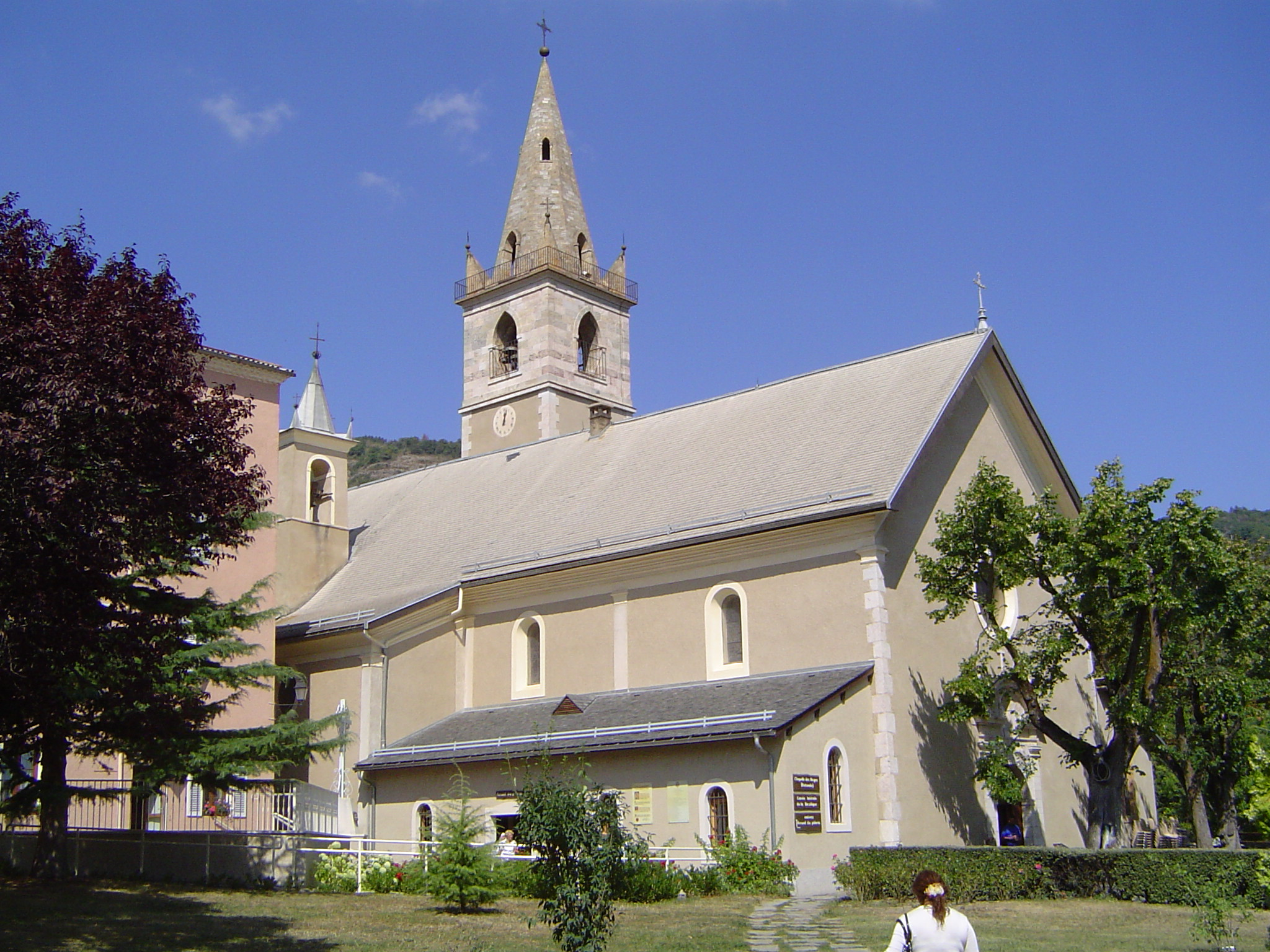
Bazilika Panny Marie
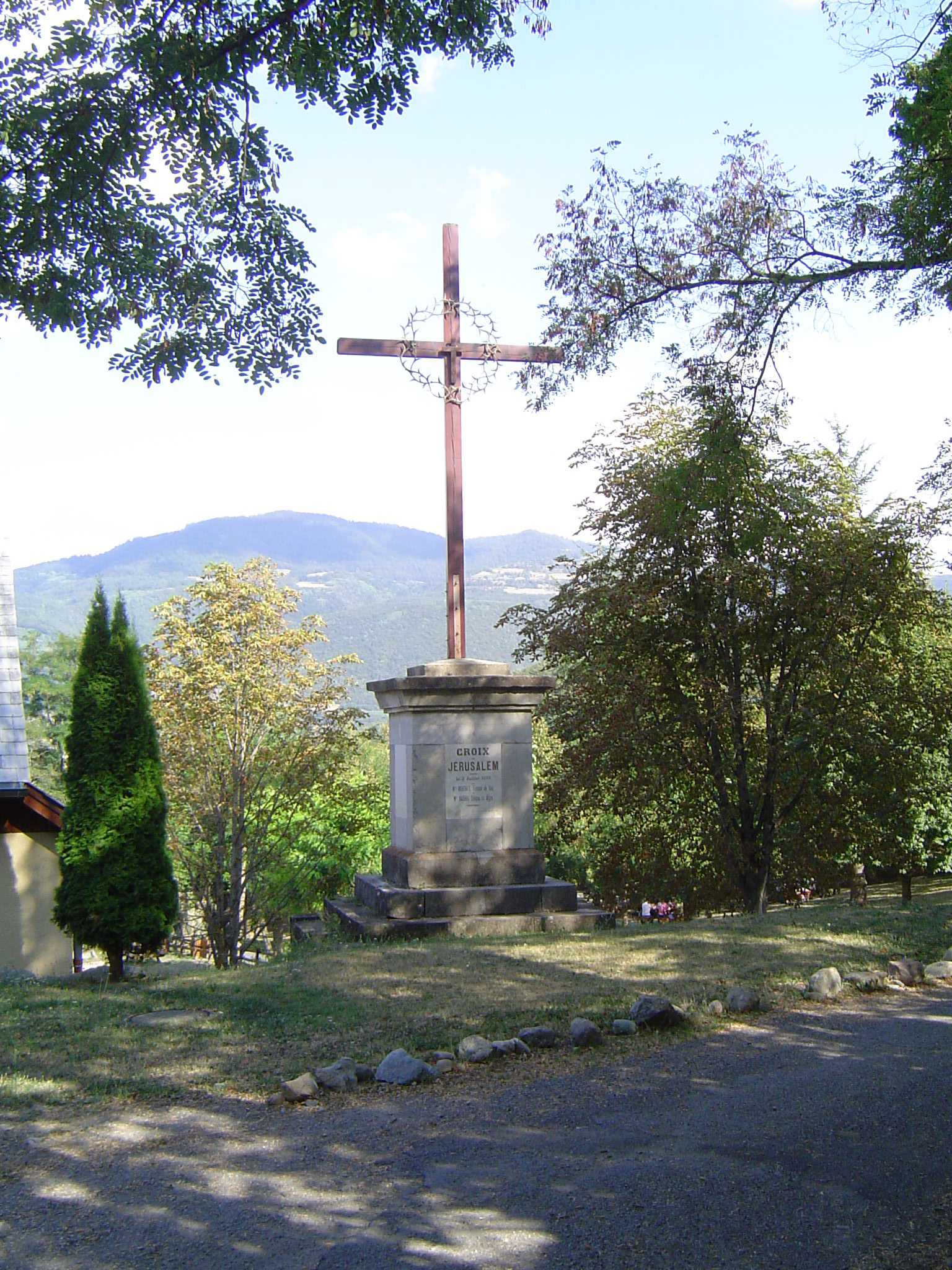
Jeruzalémský kříž
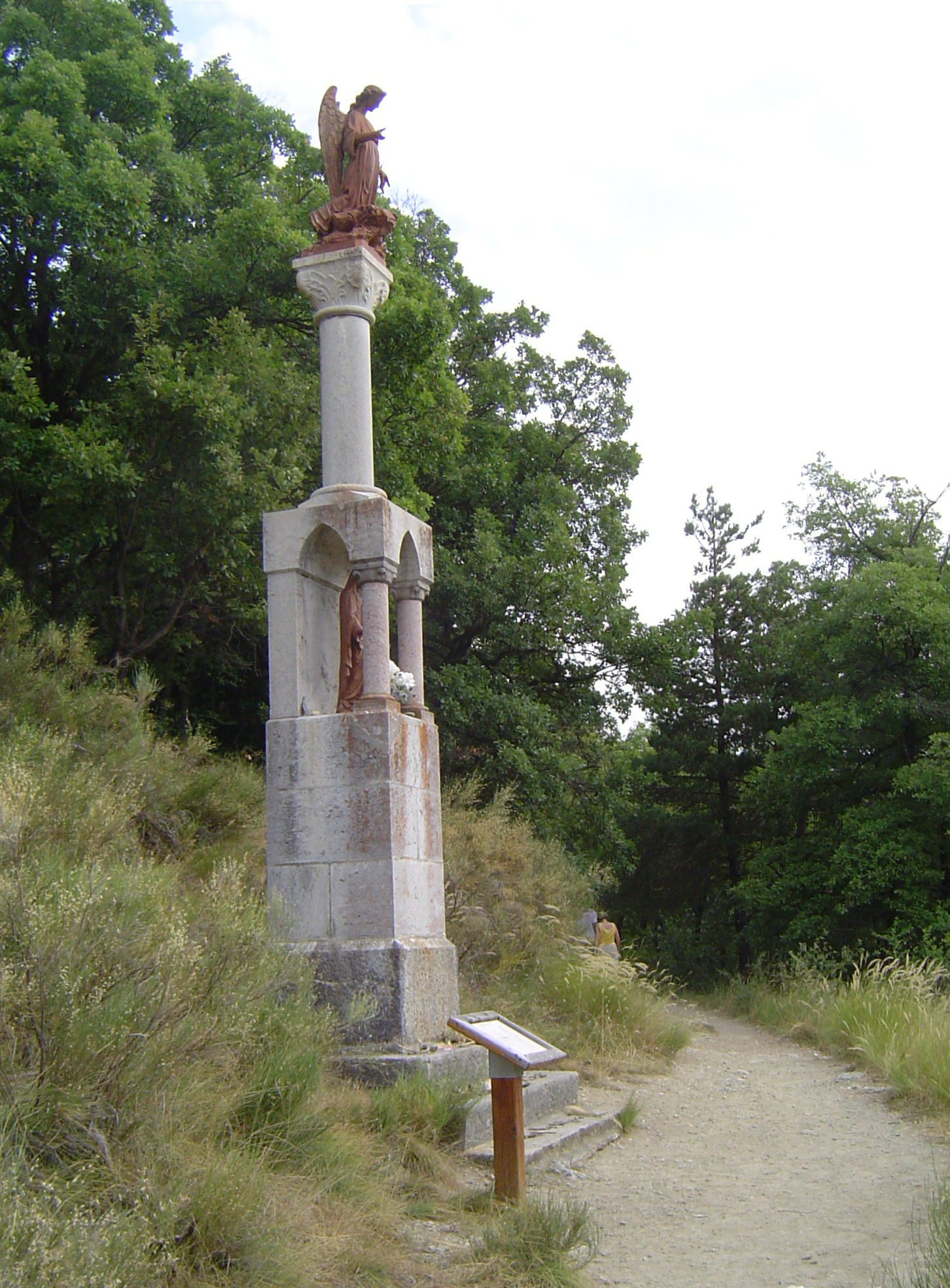
Andělská oratoř, místo poblíž svatyně, kde měla sestra Benedikta mystické zážitky